# Drexler Béla
Drexler Béla (szlovákul Vojtech Drexler; Ladendorf, 1889. augusztus 24. - Pered, 1962. január 7.) hivatalnok, amatőr entomológus.

## Élete
Gyerekkorában Rózsavölgybe költöztek, majd a nyitrai gimnáziumban tanult. 1907-ben Peredre költöztek. Az első világháborúban megsérült a fronton és rokkant lett. 1939-ben kiutasították és 1944-ig Berlinbe költözött. Ott egy biztosítónál dolgozott. 1944-ben visszatért Peredre és előbb mint rendőrségi nyomozó, majd mint eladó dolgozott.
Az MTA tiszteletbeli tagja. 1948-tól a Cseh Entomológus Társaság tagja.

## Művei
- 1920 Eine neue Färbungsvarietät von Aromia moschata Serville. Societas entomologica 35, 5.
- 1920 Kleine Entomologische Mitteilungen. Societas entomologica 35, 35–36.
- 1921 Lytta vesicatoria v. maculata Drexler. Societas entomologica 36, 4.
- 1947 Rastliny, ktoré odháňajú škodcov. Príroda 2, 86.
- 1947 Včelí jed. Príroda 2.